# Pseudobulimina
Pseudobulimina es un género de foraminífero bentónico de la subfamilia Alliatininae, de la familia Robertinidae, de la superfamilia Robertinoidea, del suborden Robertinina y del orden Robertinida. Su especie tipo es Bulimina chapmani. Su rango cronoestratigráfico abarca desde el Luteciense (Eoceno medio) hasta la Actualidad.

## Clasificación
Pseudobulimina incluye a las siguientes especies:
- Pseudobulimina chapmani
- Pseudobulimina glaessneri